# Guido Soldani
Guido Soldani (San Cipriano Po, 15 aprile 1926 – 2 ottobre 2023) è stato un calciatore e allenatore di calcio italiano, di ruolo centrocampista.

## Caratteristiche tecniche
Giocatore di buone abilità tecniche, giocava prevalentemente come mezzala con compiti di regia del gioco, ed era abile nel gioco aereo.

## Carriera

### Giocatore
Inizia a giocare nel San Cipriano Po, partecipante al campionato di Seconda Divisione, e nella Stradellina, da cui lo preleva nel 1948 il Monza, militante in Serie C. In Brianza rimane per cinque stagioni consecutive, imponendosi come titolare nel centrocampo del modulo MM ideato da Annibale Frossi e ispirato a quello della Nazionale ungherese. Contribuisce alla prima promozione in Serie B dei biancorossi, nel 1951, con 16 reti che rappresentano il suo maggior bottino personale; con i brianzoli totalizza complessivamente 150 presenze e 37 reti, di cui 46 con 3 reti in due stagioni tra i cadetti, tra il 1951 e il 1953: 33 con 2 reti nella prima e 13 con una rete nella seconda, nella quale la squadra di Frossi sfiora la promozione in serie A.
Nel 1953 torna a militare in Serie C, in prestito per una stagione al Piacenza: qui è poco impiegato, e disputa 8 partite con due reti. A fine stagione rientra al Monza, che lo cede definitivamente alla Vogherese, in IV Serie, e vi rimane anche per la stagione successiva. Nel 1956 passa al Monteponi in IV Serie, dove firma un contratto con possibilità di trovare impiego nelle miniere locali al termine della carriera. Resta in Sardegna per due anni prima di riavvicinarsi a casa per motivi familiari, tornando nella Stradellina, in Prima Categoria. Qui ricopre anche il ruolo di allenatore nella prima stagione, mentre è capitano della squadra nella seconda.

### Allenatore
Conclusa la carriera di calciatore, intraprende quella di allenatore. Nel 1967 è vice di Alfredo Aielli al Voghera, e ha guidato le giovanili del Sant'Angelo. Ha ricoperto anche incarichi di osservatore per conto del Varese.

## Palmarès
- Campionato italiano Serie C: 1

Monza: 1950-1951